# Hermògenes de Tars (retòric)
Hermògenes de Tars (en llatí Hermogenes, en grec Ἑρμογένης) va ser un dels més cèlebres retòrics grecs, nadiu de Tars, fill de Calip, que va viure en temps de l'emperador Marc Aureli (161-180). Va portar el renom de ξυστήρ, "el polidor" segurament pel seu caràcter vehement o potser pel consell que donava de polir al màxim les obres escrites.
Home de gran talent segons tots els relats, ja era notable als 15 anys, amb una gran reputació com orador, fins al punt de què Marc Aureli el va cridar per escoltar-lo i el va admirar i el va recompensar.
Poc després va ser nomenat mestre públic de retòrica i als 17 anys va començar a escriure, però als 25 anys va caure en un estat de debilitat mental que el va incapacitar, i ja no es va recuperar, tot i que va viure fins edat avançada, de manera que va ser un home en la seva primera joventut i un nen de gran. Es diu que el seu cor, a la seva mort, va ser trobat cobert de pèls. En parlen Filòstrat d'Atenes, i el Suides.
Es conserven les seves cinc úniques obres rellevants, que donen prova de la seva gran capacitat, espatllada quan encara era jove. Aquestes obres són:
- Τέχνη ῥητορικὴ περὶ τῶν στάσεων, (feta als 16 anys, explica la tasca dels oradors)
- Περὶ εὑρέσεως (De Inventione), en quatre llibres, dona instruccions per la composició dels discursos
- Περὶ ἰδεῶν (De Formis Oratorüs), en dos llibres, informa dels estils oratoris del que en distingeix set: σαφήνεια, μέγεθος, κάλλος, γοργότης, ἦθος, ἀλήθεια, δεινότης
- Περὶ μεθόδου δεινότητος (De apto et solerti genere dicendi Methodus), apèndix de l'obra precedent
- Προγυμνάσματα, instruccions pràctiques sobre oratòria

Alguna altra obra menor, com un comentari sobre Demòstenes, l'obra σύγγραμμα περὶ προοιμίου, l'obra Περὶ κοίλης Συρίας i potser alguna altra, que s'han perdut. Totes les obres d'Hermògenes manifesten la joventut de l'autor, ja que queda evident que no ha resolt tots els dubtes i no ha aclarit totes les opinions. Però el seu estil és clar i poc afectat, és moderat en les seves opinions i censures sobre altres retòrics i té una apreciació correcta mostrant una gran preparació en el coneixement d'oradors grecs i d'autors antics anteriors a ell.